# Ёсида, Кэйсин
Кэйсин Ёсида (яп. 吉田 圭伸 Ёсида Кэйсин, род. 12 октября 1991 года, Отоинеппу, Хоккайдо) — японский лыжник, участник Олимпийских игр в Сочи, двукратный чемпион Азиатских игр. Более успешно выступает в дистанционных гонках.

## Карьера
В Кубке мира Ёсида дебютировал 19 марта 2006 года, тогда же первый раз попал в тридцатку лучших на этапе Кубка мира, в командном спринте. Всего на сегодняшний момент имеет 20 попаданий в тридцатку лучших на этапах Кубка мира, 13 в личных гонках и 7 в командных. Лучшим достижением Ёсиды в общем итоговом зачёте Кубка мира является 89-е место в сезоне 2011-12.
На Олимпийских играх 2014 года в Сочи занял 16-е место в эстафете.
За свою карьеру принимал участие в двух чемпионатах мира, лучший результат 6-е место в эстафете на чемпионате мира 2011 года, а в личных гонках 12-е места в гонке на 15 км классическим стилем на том же чемпионате и в масс-старте на 50 км на чемпионате мира 2013 года.